# Buddelundiella cataractae
Buddelundiella cataractae là một loài chân đều trong họ Buddelundiellidae. Loài này được Verhoeff miêu tả khoa học năm 1930.